# Špinov
Špinov je vesnice, část obce Nížkov. Nachází se v okrese Žďár nad Sázavou v Kraji Vysočina.

## Etymologie
Původní název byl německý a zněl Spineldorf, později uváděn jako dvůr Spinelhof. V letech 1869-1900 obec nesla název Spinov, v letech 1900-1910 kolísaly dva názvy, Špinov a Spinov, od roku 1920 obec nese svůj současný název Špinov.

## Historie
Nejstarší písemná zmínka pochází z roku 1356 jakou součást polenského panství. V letech 1869-1880 spadala obec pod okres Polná, v letech 1880-1950 pod okres Německý Brod (později Havlíčkův), v letech 1950-1961 pak pod okres Žďár nad Sázavou. V roce 1961 byl Špinov připojen jako místní část k Nížkovu, do té doby byl samostatný.

## Obyvatelstvo
Podle sčítání 1921 zde žilo v 18 domech 119 obyvatel, z nichž bylo 63 žen. 119 obyvatel se hlásilo k československé národnosti. Žilo zde 119 římských katolíků.
| Rok            | 1869 | 1880 | 1890 | 1900 | 1910 | 1921 | 1930 | 1950 | 1961 | 1970 | 1980 | 1991 | 2001 |
| -------------- | ---- | ---- | ---- | ---- | ---- | ---- | ---- | ---- | ---- | ---- | ---- | ---- | ---- |
| Počet obyvatel | 137  | 140  | 123  | 124  | 123  | 119  | 119  | 88   | 72   | 76   | 63   | 49   | 38   |

## Památky
- zvonička
- usedlostí čp. 8 a 13 jsou krásnými ukázkami lidové architektury

## Ostatní
K zábavě slouží volejbalové hřiště. Pro hasičský sbor tu postavili hasičskou zbrojnici.

## Další fotografie

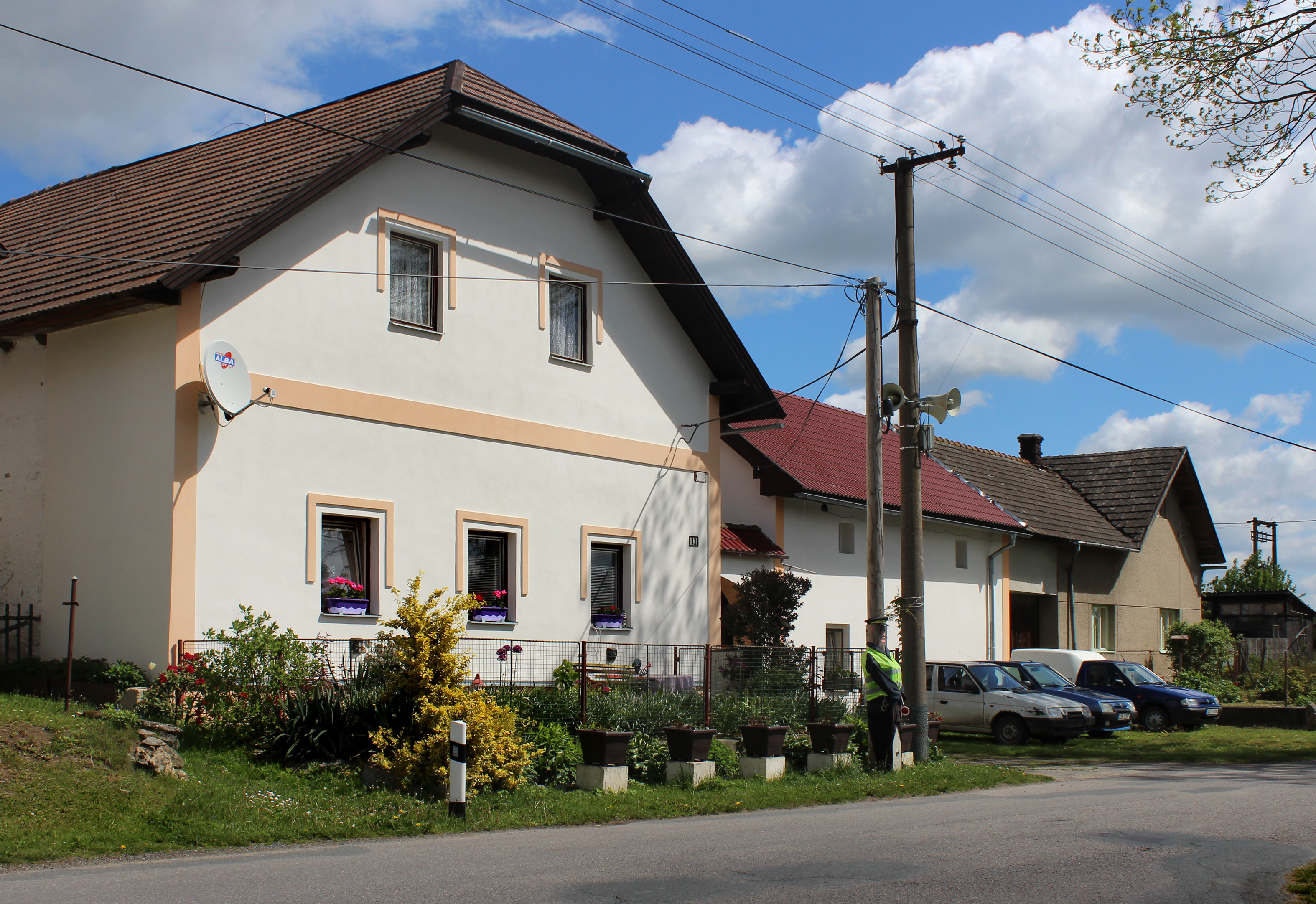
Domy u hlavní silnice
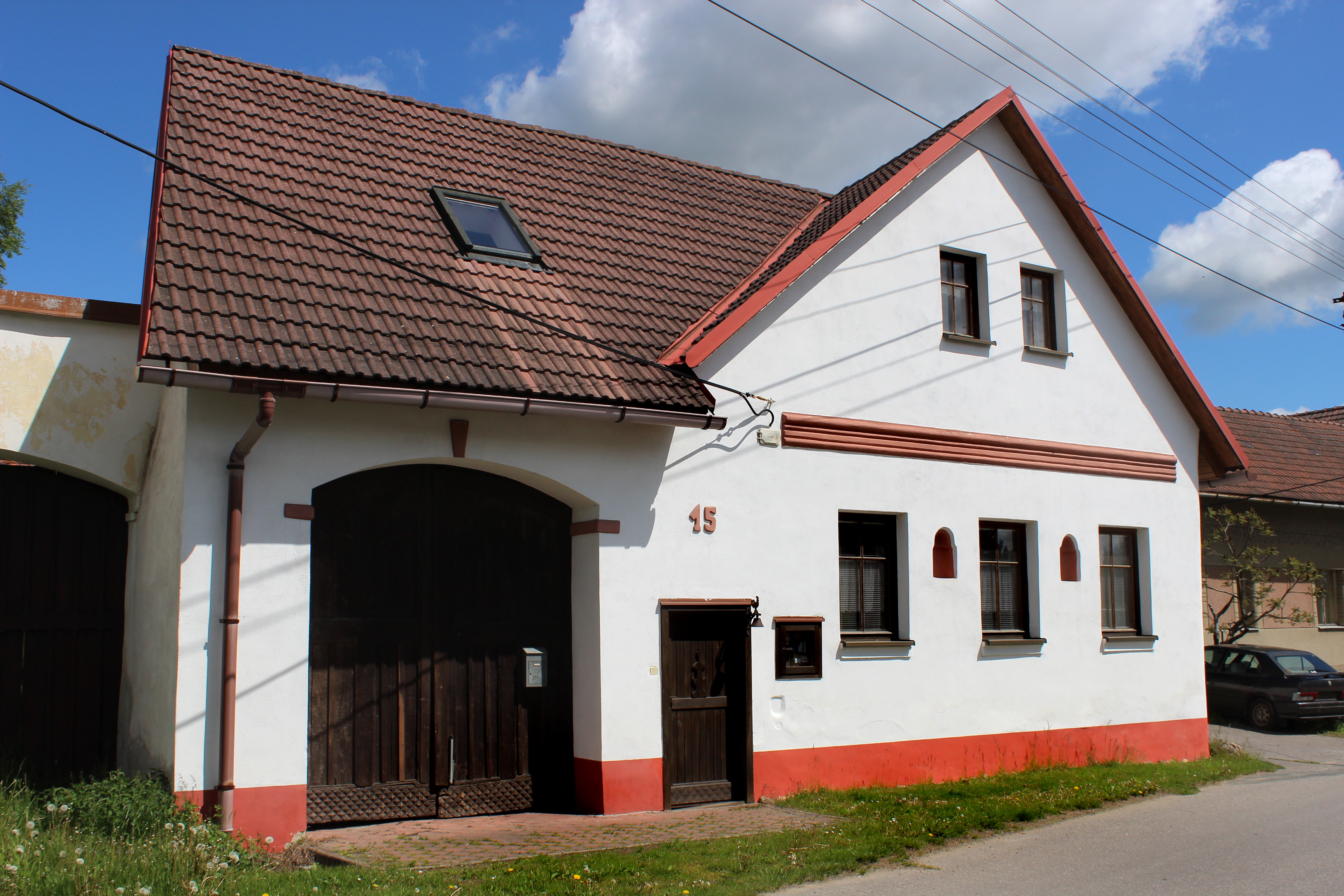
Usedlost čp. 15